# 연성하감
연성하감(Chancroid, 軟性下疳, soft chancre, ulcus molle) 또는 무른궤양은 듀크레간균(Haemophilus ducreyi)의 감염에 의하여 일어나는 성병의 일종이다. 감염된 지 2, 3일 후 주로 외음부에 홍색의 소구진이 생기고 중심에 농포가 생기며, 마침내 그 포막이 찢어져, 경계가 선명한 작고 얕은 궤양이 된다. 자가접종에 의하여 증생(增生)하고 자극통, 압통이 심하다. 침윤이 없기 때문에 경성하감과 같이 딱딱하게 되지 않는다. 약 절반 정도에서 경림프절이 부어 오르며 통증이 느껴진다. 본증의 진단용 피내반응으로서 이동반응(伊東反應)이 있다.